# Liste der Staatsoberhäupter 1998
Übersicht
◄◄ | ◄ | 1994 | 1995 | 1996 | 1997 | Liste der Staatsoberhäupter 1998 | 1999 | 2000 | 2001 | 2002 | ► | ►►

Weitere Ereignisse

## Afrika
- Ägypten
  - Staatsoberhaupt: Präsident Husni Mubarak (1981–2011) (1981–1982 Ministerpräsident)
  - Regierungschef: Ministerpräsident Kamal al-Ganzuri (1996–1999, 2011–2012)
- Algerien
  - Staatsoberhaupt: Präsident Liamine Zéroual (1994–1999)
  - Regierungschef:
    - Ministerpräsident Ahmed Ouyahia (1995–15. Dezember 1998, 2003–2006, 2008–2012, 2017–2019)
    - Ministerpräsident: Smail Hamdani (15. Dezember 1998–1999)
- Angola
  - Staatsoberhaupt: Präsident José Eduardo dos Santos (1979–2017)
  - Regierungschef: Premierminister Fernando José de França Dias Van Dúnem (1991–1992, 1996–1999)
- Äquatorialguinea
  - Staatsoberhaupt: Präsident Teodoro Obiang Nguema Mbasogo (seit 1979) (bis 1982 Vorsitzender des Obersten Militärrats)
  - Regierungschef: Premierminister Ángel Serafín Seriche Dougan (1996–2001)
- Äthiopien
  - Staatsoberhaupt: Präsident Negasso Gidada (1995–2001)
  - Regierungschef: Ministerpräsident Meles Zenawi (1995–2012) (1991–1995 Präsident)
- Benin
  - Staatsoberhaupt: Präsident Mathieu Kérékou (1972–1991, 1996–2006)
  - Regierungschef: Ministerpräsident Adrien Houngbédji (1996–14. Mai 1998) (Amt abgeschafft)
- Botswana
  - Staats- und Regierungschef:
    - Präsident Quett Masire (1980–31. März 1998)
    - Präsident Festus Mogae (1. April 1998–2008)
- Burkina Faso
  - Staatsoberhaupt: Präsident Blaise Compaoré (1987–2014)
  - Regierungschef: Ministerpräsident Kadré Désiré Ouédraogo (1996–2000)
- Burundi
  - Staatsoberhaupt: Präsident Pierre Buyoya (1987–1993, 1996–2003)
  - Regierungschef: Premierminister Pascal-Firmin Ndimira (1996–12. Juni 1998) (Amt wird 1998 abgeschafft)
- Dschibuti
  - Staatsoberhaupt: Präsident Hassan Gouled Aptidon (1977–1999) (1977 Ministerpräsident)
  - Regierungschef: Ministerpräsident Barkat Gourad Hamadou (1978–2001)
- Elfenbeinküste
  - Staatsoberhaupt: Präsident Henri Konan Bédié (1993–1999)
  - Regierungschef: Premierminister Daniel Kablan Duncan (1993–1999, 2012–2017)
- Eritrea
  - Staats- und Regierungschef: Präsident Isayas Afewerki (seit 1993)
- Gabun
  - Staatsoberhaupt: Präsident Omar Bongo (1967–2009)
  - Regierungschef: Ministerpräsident Paulin Obame Nguema (1994–1999)
- Gambia
  - Staats- und Regierungschef: Präsident Yahya Jammeh (1994–2017) (bis 1996 Vorsitzender des Provisorischen Regierungsrats der Armee)
- Ghana
  - Staats- und Regierungschef: Präsident Jerry Rawlings (1979, 1981–2001) (bis 1993 Vorsitzender des provisorischen Nationalen Verteidigungsrats)
- Guinea
  - Staatsoberhaupt: Präsident Lansana Conté (1984–2008)
  - Regierungschef: Premierminister Sidya Touré (1996–1999)
- Guinea-Bissau
  - Staatsoberhaupt: Präsident João Bernardo Vieira (1980–1984, 1984–1999, 2005–2009) (1978–1980 Ministerpräsident)
  - Regierungschef:
    - Premierminister Carlos Correia (1991–1994, 1997–3. Dezember 1998, 2008–2009, 2015–2016)
    - Premierminister Francisco Fadul (3. Dezember 1998–2000)
- Kamerun
  - Staatsoberhaupt: Präsident Paul Biya (seit 1982)
  - Regierungschef: Ministerpräsident Peter Mafany Musonge (1996–2004)
- Kap Verde
  - Staatsoberhaupt: Präsident António Monteiro (1991–2001)
  - Regierungschef: Premierminister Carlos Veiga (1991–2000)
- Kenia
  - Staats- und Regierungschef: Präsident Daniel arap Moi (1978–2002)
- Komoren
  - Staatsoberhaupt:
    - Präsident Mohammed Taki Abdoulkarim (1995, 1996–6. November 1998) (1995 Ministerpräsident)
    - Präsident Tadjidine Ben Said Massounde (6. November 1998–1999) (kommissarisch) (1996 Ministerpräsident)

  - Regierungschef:
    - Ministerpräsident Nourdine Bourhane (1997–30. Mai 1998)
    - Ministerpräsident Abbas Djoussouf (22. November 1998–1999)
- Demokratische Republik Kongo (bis 1964 Kongo-Léopoldville, 1964–1971 Demokratische Republik Kongo, 1971–1997 Zaïre)
  - Staats- und Regierungschef: Präsident Laurent-Désiré Kabila (1997–2001)
- Republik Kongo (1960–1970 Kongo-Brazzaville; 1970–1992 Volksrepublik Kongo)
  - Staats- und Regierungschef: Präsident Denis Sassou-Nguesso (1979–1992, seit 1997)
- Lesotho
  - Staatsoberhaupt: König Letsie III. (1990–1995, seit 1996)
  - Regierungschef:
    - Ministerpräsident Ntsu Mokhehle (1993–1994, 1994–29. Mai 1998)
    - Ministerpräsident Bethuel Pakalitha Mosisili (29. Mai 1998–2012, 2015–2017)
- Liberia
  - Staats- und Regierungschef: Präsident Charles Taylor (1997–2003)
- Libyen
  - Revolutionsführer: Muammar al-Gaddafi (1969–2011) (1969–1979 Generalsekretär des Allgemeinen Volkskongresses)
  - Staatsoberhaupt: Generalsekretär des Allgemeinen Volkskongresses Zantani Muhammad az-Zantani (1992–2008)
  - Regierungschef: Generalsekretär des Allgemeinen Volkskomitees Muhammad Ahmad al-Manqusch (1997–2000)
- Madagaskar
  - Staatsoberhaupt: Präsident Didier Ratsiraka (1975–1993, 1997–2002)
  - Regierungschef:
    - Premierminister Pascal Rakotomavo (1997–23. Juli 1998)
    - Premierminister Tantely Andrianarivo (23. Juli 1998–2002)
- Malawi
  - Staats- und Regierungschef: Präsident Bakili Muluzi (1994–2004)
- Mali
  - Staatsoberhaupt: Präsident Alpha Oumar Konaré (1992–2002)
  - Staatsoberhaupt: Präsident Alpha Oumar Konaré (1992–2002)
  - Regierungschef: Premierminister Ibrahim Boubacar Keïta (1994–2000)
- Marokko
  - Staatsoberhaupt: König Hassan II. (1961–1999)
  - Regierungschef:
    - Premierminister Abdellatif Filali (1994–4. Februar 1998)
    - Ministerpräsident Abderrahmane Youssoufi (4. Februar 1998–2002)
- Mauretanien
  - Staatsoberhaupt: Präsident Maaouya Ould Sid’Ahmed Taya (1984–2005) (1981–1984, 1984–1992 Ministerpräsident)
  - Regierungschef:
    - Premierminister Mohamed Lemine Ould Guig (1997–16. November 1998)
    - Premierminister Cheikh El Avia Ould Mohamed Khouna (1996–1997, 16. November 1998–2003)
- Mauritius
  - Staatsoberhaupt: Präsident Cassam Uteem (1992–2002)
  - Regierungschef: Premierminister Navin Ramgoolam (1995–2000, 2005–2014, seit 2024)
- Mosambik
  - Staatsoberhaupt: Präsident Joaquim Alberto Chissano (1986–2005)
  - Regierungschef: Premierminister Pascoal Mocumbi (1994–2004)
- Namibia
  - Staatsoberhaupt: Präsident Sam Nujoma (1990–2005)
  - Regierungschef: Ministerpräsident Hage Geingob (1990–2002, 2012–2015) (2015–2024 Präsident)
- Niger
  - Staatsoberhaupt: Präsident Ibrahim Baré Maïnassara (1996–1999)
  - Regierungschef: Premierminister Ibrahim Hassane Mayaki (1997–2000)
- Nigeria
  - Staats- und Regierungschef:
    - Vorsitzender des Provisorischen Regierungsrats Sani Abacha (1993–8. Juni 1998)
    - Vorsitzender des Provisorischen Regierungsrats Abdulsalami Abubakar (9. Juni 1998–1999)
- Ruanda
  - Staatsoberhaupt: Präsident Pasteur Bizimungu (1994–2000)
  - Regierungschef: Ministerpräsident Pierre-Célestin Rwigema (1995–2000)
- Sambia
  - Staats- und Regierungschef: Präsident Frederick Chiluba (1991–2002)
- São Tomé und Príncipe
  - Staatsoberhaupt: Präsident Miguel Trovoada (1991–1995, 1995–2001) (1975–1979 Ministerpräsident)
  - Regierungschef: Premierminister Raul Bragança Neto (1996–1999)
- Senegal
  - Staatsoberhaupt: Präsident Abdou Diouf (1981–2000) (1970–1980 Premierminister)
  - Regierungschef:
    - Premierminister Habib Thiam (1981–1983, 1991–3. Juli 1998)
    - Premierminister Mamadou Lamine Loum (3. Juli 1998–2000)
- Seychellen
  - Staats- und Regierungschef: Präsident France-Albert René (1977–2004) (1976–1977 Ministerpräsident)
- Sierra Leone
  - Staats- und Regierungschef:
    - Vorsitzender des revolutionären Rats der Streitkräfte Johnny Paul Koroma (1997–12. Februar 1998)
    - Präsident Ahmad Tejan Kabbah (1996–1997, 10. März 1998–2007)
- Simbabwe
  - Staats- und Regierungschef: Präsident Robert Mugabe (1987–2017) (1980–1987 Ministerpräsident)
- Somalia
  - Staats- und Regierungschef: Präsident vakant (1997–2000)
    - Somaliland (international nicht anerkannt)
      - Staats- und Regierungschef: Präsident Mohammed Haji Ibrahim Egal (1993–2002) (1967–1969 Ministerpräsident von Somalia)
- Südafrika
  - Staats- und Regierungschef: Präsident Nelson Mandela (1994–1999)
- Sudan
  - Staats- und Regierungschef: Präsident Umar al-Baschir (1989–2019)
- Swasiland
  - Staatsoberhaupt: König Mswati III. (seit 1986)
  - Regierungschef: Premierminister Barnabas Sibusiso Dlamini (1996–2003, 2008–2018)
- Tansania
  - Staatsoberhaupt: Präsident Benjamin Mkapa (1995–2005)
  - Regierungschef: Premierminister Frederick Sumaye (1995–2005)
- Togo
  - Staatsoberhaupt: Präsident Gnassingbé Eyadéma (1967–2005)
  - Regierungschef: Premierminister Kwassi Klutse (1996–1999)
- Tschad
  - Staatsoberhaupt: Präsident Idriss Déby (1990–2021)
  - Regierungschef: Premierminister Nassour Guelendouksia Ouaido (1997–1999)
- Tunesien
  - Staatsoberhaupt: Präsident Zine el-Abidine Ben Ali (1987–2011) (1987 Ministerpräsident)
  - Regierungschef: Ministerpräsident Hamed Karoui (1989–1999)
- Uganda
  - Staatsoberhaupt: Präsident Yoweri Museveni (seit 1986)
  - Regierungschef: Premierminister Kintu Musoke (1994–1999)
- Westsahara (umstritten)
  - Staatsoberhaupt: Präsident Mohamed Abdelaziz (1976–2016) (im Exil)
  - Regierungschef: Ministerpräsident Mahfoud Ali Beiba (1982–1985, 1988–1993, 1995–1999) (im Exil)
- Zentralafrikanische Republik
  - Staatsoberhaupt: Präsident Ange-Félix Patassé (1993–2003) (1976–1978 Premierminister)
  - Regierungschef: Premierminister Michel Gbezera-Bria (1997–1999)

## Amerika

### Nordamerika
- Kanada
  - Staatsoberhaupt: Königin Elisabeth II. (1952–2022)
    - Generalgouverneur: Roméo LeBlanc (1995–1999)

  - Regierungschef: Premierminister Jean Chrétien (1993–2003)
- Mexiko
  - Staats- und Regierungschef: Präsident Ernesto Zedillo (1994–2000)
- Vereinigte Staaten von Amerika
  - Staats- und Regierungschef: Präsident Bill Clinton (1993–2001)

### Mittelamerika
- Antigua und Barbuda
  - Staatsoberhaupt: Königin Elisabeth II. (1981–2022)
    - Generalgouverneur James Carlisle (1993–2007)

  - Regierungschef: Ministerpräsident Lester Bird (1994–2004)
- Bahamas
  - Staatsoberhaupt: Königin Elisabeth II. (1973–2022)
    - Generalgouverneur: Orville Alton Turnquest (1995–2001)

  - Regierungschef: Ministerpräsident Hubert Ingraham (1992–2002, 2007–2012)
- Barbados
  - Staatsoberhaupt: Königin Elisabeth II. (1966–2021)
    - Generalgouverneur: Clifford Husbands (1996–2011)

  - Regierungschef: Ministerpräsident Owen Arthur (1994–2008)
- Belize
  - Staatsoberhaupt: Königin Elisabeth II. (1981–2022)
    - Generalgouverneur: Colville Young (1993–2021)

  - Regierungschef:
    - Ministerpräsident Manuel Esquivel (1984–1989, 1993–28. August 1998)
    - Ministerpräsident Said Musa (28. August 1998–2008)
- Costa Rica
  - Staats- und Regierungschef:
    - Präsident José María Figueres Olsen (1994–8. Mai 1998)
    - Präsident Miguel Ángel Rodríguez Echeverría (8. Mai 1998–2002)
- Dominica
  - Staatsoberhaupt:
    - Präsident Crispin Sorhaindo (1993–6. Oktober 1998)
    - Präsident Vernon Shaw (6. Oktober 1998–2003)

  - Regierungschef: Premierminister Edison James (1995–2000)
- Dominikanische Republik
  - Staats- und Regierungschef: Präsident Leonel Fernández (1996–2000, 2004–2012)
- El Salvador
  - Staats- und Regierungschef: Präsident Armando Calderón Sol (1994–1999)
- Grenada
  - Staatsoberhaupt: Königin Elisabeth II. (1974–2022)
    - Generalgouverneur: Daniel Williams (1996–2008)

  - Regierungschef: Premierminister Keith Mitchell (1995–2008, 2013–2022)
- Guatemala
  - Staats- und Regierungschef: Präsident Álvaro Arzú Irigoyen (1996–2000)
- Haiti
  - Staatsoberhaupt: Präsident René Préval (1996–2001, 2006–2011)
  - Regierungschef: (1997–1999 vakant)
- Honduras
  - Staats- und Regierungschef:
    - Präsident Carlos Roberto Reina (1994–27. Januar 1998)
    - Präsident Carlos Roberto Flores Facussé (27. Januar 1998–2002)
- Jamaika
  - Staatsoberhaupt: Königin Elisabeth II. (1962–2022)
    - Generalgouverneur: Howard Cooke (1991–2006)

  - Regierungschef: Premierminister Percival J. Patterson (1992–2006)
- Kuba
  - Staatsoberhaupt und Regierungschef: Präsident des Staatsrats und des Ministerrats Fidel Castro (1976–2008) (1959–1976 Ministerpräsident)
- Nicaragua
  - Staats- und Regierungschef: Präsident Arnoldo Alemán (1997–2002)
- Panama
  - Staats- und Regierungschef: Präsident Ernesto Pérez Balladares (1994–1999)
- St. Kitts und Nevis
  - Staatsoberhaupt: Königin Elisabeth II. (1983–2022)
    - Generalgouverneur: Cuthbert Sebastian (1996–2013)

  - Regierungschef: Ministerpräsident Denzil Douglas (1995–2015)
- St. Lucia
  - Staatsoberhaupt: Königin Elisabeth II. (1979–2022)
    - Generalgouverneurin: Pearlette Louisy (1997–2017)

  - Regierungschef: Ministerpräsident Kenneth Anthony (1997–2006, 2011–2016)
- St. Vincent und die Grenadinen
  - Staatsoberhaupt: Königin Elisabeth II. (1979–2022)
    - Generalgouverneur: Charles Antrobus (1996–2002)

  - Regierungschef: Ministerpräsident James Fitz-Allen Mitchell (1984–2000)
- Trinidad und Tobago
  - Staatsoberhaupt: Präsident Arthur N. R. Robinson (1997–2003) (1986–1991 Ministerpräsident)
  - Regierungschef: Ministerpräsident Basdeo Panday (1995–2001)

### Südamerika
- Argentinien
  - Staats- und Regierungschef: Präsident Carlos Menem (1989–1999)
- Bolivien
  - Staats- und Regierungschef: Präsident Hugo Banzer Suárez (1971–1978, 1997–2001)
- Brasilien
  - Staats- und Regierungschef: Präsident Fernando Henrique Cardoso (1995–2003)
- Chile
  - Staats- und Regierungschef: Präsident Eduardo Frei Ruiz-Tagle (1994–2000)
- Ecuador
  - Staats- und Regierungschef:
    - Präsident Fabián Alarcón (1997, 1997–10. August 1998) (kommissarisch)
    - Präsident Jamil Mahuad (10. August 1998–2000)
- Guyana
  - Staatsoberhaupt: Präsidentin Janet Jagan (1997–1999)
  - Regierungschef: Ministerpräsident Sam Hinds (1992–1997, 1997–1999, 1999) (1997 Präsident)
- Kolumbien
  - Staats- und Regierungschef:
    - Präsident Ernesto Samper (1994–7. August 1998)
    - Präsident Andrés Pastrana (7. August 1998–2002)
- Paraguay
  - Staats- und Regierungschef:
    - Präsident Juan Carlos Wasmosy (1993–15. August 1998)
    - Präsident Raúl Cubas Grau (15. August 1998–1999)
- Peru
  - Staatsoberhaupt: Präsident Alberto Fujimori (1990–2000)
  - Regierungschef:
    - Vorsitzender des Ministerrats Alberto Pandolfi (1996–4. Juni 1998, 1998–1999)
    - Ministerpräsident Javier Valle Riestra (4. Juni 1998–21. August 1998)
    - Ministerpräsident Alberto Pandolfi (1996–1998, 21. August 1998–1999)
- Suriname
  - Staats- und Regierungschef: Präsident Jules Albert Wijdenbosch (1996–2000)
  - Regierungschef: Vizepräsident Pretapnarian Shawh Radhakishun (1986–1987, 1996–2000)
- Uruguay
  - Staats- und Regierungschef: Präsident Julio María Sanguinetti (1985–1990, 1995–2000)
- Venezuela
  - Staats- und Regierungschef: Präsident Rafael Caldera (1994–1999)

## Asien

### Ost-, Süd- und Südostasien
- Bangladesch
  - Staatsoberhaupt: Präsident Shahabuddin Ahmed (1990–1991, 1996–2001)
  - Regierungschef: Premierministerin Hasina Wajed (1996–2001, 2009–2024)
- Bhutan
  - Staatsoberhaupt: König Jigme Singye Wangchuck (1972–2006)
  - Regierungschef: Ministerpräsident Jigme Thinley (20. Juli 1998–1999, 2003–2004, 2008–2013) (Amt neu geschaffen)
- Republik China (Taiwan)
  - Staatsoberhaupt: Präsident Lee Teng-hui (1988–2000)
  - Regierungschef: Ministerpräsident Vincent Siew (1997–2000)
- Volksrepublik China
  - Staatsoberhaupt: Präsident Jiang Zemin (1993–2003)
  - Regierungschef:
    - Ministerpräsident Li Peng (1987–17. März 1998)
    - Ministerpräsident Zhu Rongji (17. März 1998–2003)
- Indien
  - Staatsoberhaupt: Präsident K. R. Narayanan (1997–2002)
  - Regierungschef:
    - Premierminister Inder Kumar Gujral (1997–19. März 1998)
    - Premierminister Atal Bihari Vajpayee (1996, 19. März 1998–2004)
- Indonesien
  - Staatsoberhaupt und Regierungschef:
    - Präsident Suharto (1967–21. Mai 1998)
    - Präsident Bacharuddin Jusuf Habibie (21. Mai 1998–1999)
- Japan
  - Staatsoberhaupt: Kaiser Akihito (1989–2019)
  - Regierungschef:
    - Premierminister Ryūtarō Hashimoto (1996–30. Juli 1998)
    - Premierminister Keizō Obuchi (30. Juli 1998–2000)
- Kambodscha
  - Staatsoberhaupt: König Norodom Sihanouk (1941–1955, 1993–2004) (1960–1970, 1975–1976, 1991–1993 Präsident)
  - Regierungschef: Premierminister Hun Sen (1985–2023)
- Nordkorea
  - Vorsitzender der Nationalen Verteidigungskommission: Kim Jong-il (1994–2011)
  - Vorsitzender des Präsidiums der Obersten Volksversammlung:
    - Yang Hyong-sop (1994–5. September 1998)
    - Kim Yong-nam (5. September 1998–2019)

  - Regierungschef: Ministerpräsident Hong Song-nam (1997–2003)
- Südkorea
  - Staatsoberhaupt:
    - Präsident Kim Young-sam (1993–25. Februar 1998)
    - Präsident Kim Dae-jung (25. Februar 1998–2003)

  - Regierungschef:
    - Ministerpräsident Goh Kun (1997–3. März 1998, 2003–2004)
    - Ministerpräsident Kim Jong-pil (1971–1975, 3. März 1998–2000)
- Laos
  - Staatsoberhaupt:
    - Präsident Nouhak Phoumsavanh (1992–24. Februar 1998)
    - Präsident Khamtay Siphandone (24. Februar 1998–2006)

  - Regierungschef:
    - Premierminister Khamtay Siphandone (1991–24. Februar 1998)
    - Premierminister Sisavath Keobounphanh (24. Februar 1998–2001)
- Malaysia
  - Staatsoberhaupt: Oberster Herrscher Tuanku Jaafar (1994–1999)
  - Regierungschef: Premierminister Mahathir bin Mohamad (1981–2003, 2018–2020)
- Malediven
  - Staats- und Regierungschef: Präsident Maumoon Abdul Gayoom (1978–2008)
- Myanmar
  - Staatsoberhaupt: Vorsitzender des Staatsrats für Frieden und Entwicklung Than Shwe (1992–2011) (1992–2003 Ministerpräsident)
  - Regierungschef: Ministerpräsident Than Shwe (1992–2003) (1992–2011 Vorsitzender des Staatsrats für Frieden und Entwicklung)
- Nepal
  - Staatsoberhaupt: König Birendra (1972–2001)
  - Regierungschef:
    - Premierminister Surya Bahadur Thapa (1963–1964, 1965–1969, 1979–1983, 1997–15. April 1998, 2003–2004)
    - Premierminister Girija Prasad Koirala (1991–1994, 15. April 1998–1999, 2000–2001, 2006–2008)
- Pakistan
  - Staatsoberhaupt:
    - Präsident Wasim Sajjad (1993, 1997–1. Januar 1998) (kommissarisch)
    - Präsident Mohammed Rafiq Tarar (1. Januar 1998–2001)

  - Regierungschef: Ministerpräsident Nawaz Sharif (1990–1993, 1993, 1997–1999, 2013–2017)
- Philippinen
  - Staats- und Regierungschef:
    - Präsident Fidel Ramos (1992–30. Juni 1998)
    - Präsident Joseph Estrada (30. Juni 1998–2001)
- Singapur
  - Staatsoberhaupt: Präsident Ong Teng Cheong (1993–1999)
  - Regierungschef: Premierminister Goh Chok Tong (1990–2004)
- Sri Lanka
  - Staatsoberhaupt: Präsidentin Chandrika Kumaratunga (1994–2005) (1994 Premierministerin)
  - Regierungschef: Premierministerin Sirimavo Bandaranaike (1960–1965, 1970–1977, 1994–2000)
- Thailand
  - Staatsoberhaupt: König Rama IX. Bhumibol Adulyadej (1946–2016)
  - Regierungschef: Ministerpräsident Chuan Leekpai (1992–1995, 1997–2001)
- Vietnam
  - Staatsoberhaupt: Präsident Trần Đức Lương (1997–2006)
  - Regierungschef: Premierminister Phan Văn Khải (1997–2006)

### Vorderasien
- Armenien
  - Staatsoberhaupt:
    - Präsident Lewon Ter-Petrosjan (1991–3. Februar 1998)
    - Präsident Robert Kotscharjan (4. Februar 1998–2008) (kommissarisch bis 9. April 1998) (1992–1994 Ministerpräsident von Bergkarabach, 1994–1997 Präsident von Bergkarabach, 1997–1998 Ministerpräsident von Armenien)

  - Regierungschef:
    - Ministerpräsident Robert Kotscharjan (1997–10. April 1998) (1992–1994 Ministerpräsident von Bergkarabach, 1994–1997 Präsident von Bergkarabach, 1998–2008 Präsident von Armenien)
    - Ministerpräsident Armen Darbinjan (10. April 1998–1999)
- Aserbaidschan
  - Staatsoberhaupt: Präsident Heidar Alijew (1993–2003)
  - Regierungschef: Ministerpräsident Artur Rasizadä (1996–2003, 2003–2018)
  - Bergkarabach (international nicht anerkannt)
    - Staatsoberhaupt: Präsident Arkadi Ghukassjan (1997–2007)
    - Regierungschef:
      - Ministerpräsident Leonard Petrosjan (1994–Juni 1998) (1997 Präsident)
      - Ministerpräsident Schirajr Poghosjan (Juni 1998–1999)
- Bahrain
  - Staatsoberhaupt: Emir Isa II. (1971–1999)
  - Regierungschef: Ministerpräsident Chalifa ibn Salman Al Chalifa (1971–2020)
- Georgien
  - Staatsoberhaupt: Präsident Eduard Schewardnadse (1992–2003)
  - Regierungschef:
    - Ministerpräsident Niko Lekischwili (1996–7. August 1998)
    - Ministerpräsident Wascha Lortkipanidse (7. August 1998–2000)

  - Abchasien (international nicht anerkannt)
    - Staatsoberhaupt: Präsident Wladislaw Ardsinba (1992–2005)
    - Regierungschef: Ministerpräsident Sergei Bagapsch (1997–1999) (2005–2011 Präsident)

  - Südossetien (international nicht anerkannt)
    - Staatsoberhaupt: Parlamentspräsident Ludwig Tschibirow (1993–2001)
    - Regierungschef:
      - Ministerpräsident Alexander Schawlochow (1996–August 1998)
      - Ministerpräsident Merab Tschigojew (August 1998–2001)
- Irak
  - Staats- und Regierungschef: Präsident Saddam Hussein (1979–2003)
- Iran
  - Religiöses Oberhaupt: Oberster Rechtsgelehrter Ali Chamene’i (seit 1989) (1981–1989 Ministerpräsident)
  - Staatsoberhaupt: Präsident Mohammad Chatami (1997–2005)
- Israel
  - Staatsoberhaupt: Präsident Ezer Weizmann (1993–2002)
  - Regierungschef: Ministerpräsident Benjamin Netanjahu (1996–1999, 2009–2021, seit 2022)
- Jemen
  - Staatsoberhaupt: Vorsitzender des Präsidialrates Ali Abdullah Salih (1990–2012) (ab 1994 Präsident) (1978–1990 Präsident des Nordjemen)
  - Regierungschef:
    - Ministerpräsident Faradsch Said bin Ghanem (1997–29. April 1998)
    - Ministerpräsident Abdul Karim al-Iryani (29. April 1998–2001) (1980–1983 Ministerpräsident des Nordjemen)
- Jordanien
  - Staatsoberhaupt: König Hussein (1952–1999)
  - Regierungschef:
    - Ministerpräsident Abdelsalam al-Majali (1993–1995, 1997–20. August 1998)
    - Ministerpräsident Fayez at-Tarawneh (20. August 1998–1999, 2012)
- Katar
  - Staatsoberhaupt: Emir Hamad bin Chalifa Al Thani (1995–2013) (1995–1996 Ministerpräsident)
  - Regierungschef: Ministerpräsident Abdullah bin Chalifa Al Thani (1996–2007)
- Kuwait
  - Staatsoberhaupt: Emir Dschabir III. (1977–2006) (1962–1963, 1965–1978 Ministerpräsident)
  - Regierungschef: Ministerpräsident Sa'ad al-Abdallah as-Salim as-Sabah (1978–2003) (2006 Emir)
- Libanon
  - Staatsoberhaupt:
    - Präsident Élias Hrawi (1989–23. November 1998)
    - Präsident Émile Lahoud (24. November 1998–2007)

  - Regierungschef:
    - Ministerpräsident Rafiq al-Hariri (1992–2. Dezember 1998, 2000–2004)
    - Ministerpräsident Selim al-Hoss (1976–1980, 1987–1990, 2. Dezember 1998–2000)
- Oman
  - Staats- und Regierungschef: Sultan Qabus ibn Said (1970–2020)
- Palästinensische Autonomiegebiete
  - Staats- und Regierungschef: Präsident: Jassir Arafat (1994–2004)
- Saudi-Arabien
  - Staats- und Regierungschef: König Fahd ibn Abd al-Aziz (1982–2005)
- Syrien
  - Staatsoberhaupt: Präsident Hafiz al-Assad (1971–2000) (1970–1971 Ministerpräsident)
  - Regierungschef: Ministerpräsident Mahmud Zuabi (1987–2000)
- Türkei
  - Staatsoberhaupt: Präsident Süleyman Demirel (1993–2000) (1965–1971, 1975–1977, 1977–1978, 1979–1980, 1991–1993 Ministerpräsident)
  - Regierungschef: Ministerpräsident Mesut Yılmaz (1991, 1996, 1997–1999)
- Vereinigte Arabische Emirate
  - Staatsoberhaupt: Präsident Zayid bin Sultan Al Nahyan (1971–2004) (1966–2004 Emir von Abu Dhabi)
  - Regierungschef: Ministerpräsident Maktum bin Raschid Al Maktum (1971–1979, 1990–2006) (1990–2006 Emir von Dubai)

### Zentralasien
- Afghanistan
  - Staatsoberhaupt: Führer der Gläubigen Mohammed Omar (1996–2001)
  - Regierungschef: Vorsitzender des obersten Rats Mohammad Rabbani (1996–2001)
- Kasachstan
  - Staatsoberhaupt: Präsident Nursultan Nasarbajew (1991–2019)
  - Regierungschef: Ministerpräsident Nurlan Balghymbajew (1997–1999)
- Kirgisistan
  - Staatsoberhaupt: Präsident Askar Akajew (1991–2005)
  - Regierungschef:
    - Ministerpräsident Apas Dschumagulow (1993–24. März 1998)
    - Ministerpräsident Kubanischbek Schumalijew (24. März 1998–23. Dezember 1998)
    - Ministerpräsident Boris Silajew (23. Dezember 1998–25. Dezember 1998, 1999) (kommissarisch)
    - Ministerpräsident Dschumabek Ibraimow (25. Dezember 1998–1999)
- Mongolei
  - Staatsoberhaupt: Präsident Natsagiin Bagabandi (1997–2005)
  - Regierungschef:
    - Ministerpräsident Mendsaichaniin Enchsaichan (1996–23. April 1998)
    - Ministerpräsident Tsachiagiin Elbegdordsch (23. April 1998–9. Dezember 1998, 2004–2006) (2009–2017 Präsident)
    - Ministerpräsident Dschanlawyn Narantsatsralt (9. Dezember 1998–1999)
- Tadschikistan
  - Staatsoberhaupt: Präsident Emomalij Rahmon (seit 1992)
  - Regierungschef: Ministerpräsident Jachjo Asimow (1996–1999)
- Turkmenistan
  - Staats- und Regierungschef: Präsident Saparmyrat Nyýazow (1991–2006)
- Usbekistan
  - Staatsoberhaupt: Präsident Islom Karimov (1991–2016)
  - Regierungschef: Ministerpräsident Oʻtkir Sultonov (1995–2003)

## Australien und Ozeanien
- Australien
  - Staatsoberhaupt: Königin Elisabeth II. (1952–2022)
    - Generalgouverneur: William Deane (1996–2001)

  - Regierungschef: Premierminister John Howard (1996–2007)
- Cookinseln (unabhängiger Staat in freier Assoziierung mit Neuseeland)
  - Staatsoberhaupt: Königin Elisabeth II. (1965–2022)
    - Queen’s Representative: Apenera Short (1990–2000)

  - Regierungschef: Premierminister Geoffrey Henry (1983, 1989–1999)
- Fidschi
  - Staatsoberhaupt: Präsident Kamisese Mara (1993–2000) (Premierminister 1970–1987, 1987–1992)
  - Regierungschef: Premierminister Sitiveni Rabuka (1992–1999, seit 2022) (1987 Staatsoberhaupt)
- Kiribati
  - Staats- und Regierungschef: Präsident Teburoro Tito (1994–2003)
- Marshallinseln
  - Staats- und Regierungschef: Präsident Imata Kabua (1997–2000)
- Mikronesien
  - Staats- und Regierungschef: Präsident Jacob Nena (1997–1999)
- Nauru
  - Staats- und Regierungschef:
    - Präsident Kinza Clodumar (1997–18. Juni 1998)
    - Präsident Bernard Dowiyogo (1976–1978, 1989–1995, 1996, 18. Juni 1998–1999, 2000–2001, 2003, 2003)
- Neuseeland
  - Staatsoberhaupt: Königin Elisabeth II. (1952–2022)
    - Generalgouverneur: Michael Hardie Boys (1996–2001)

  - Regierungschef: Premierministerin Jenny Shipley (1997–1999)
- Niue (unabhängiger Staat in freier Assoziierung mit Neuseeland)
  - Staatsoberhaupt: Königin Elisabeth II. (1974–2022)
    - Queen’s Representative: Generalgouverneur von Neuseeland

  - Regierungschef: Premierminister Frank Lui (1993–1999)
- Palau
  - Staats- und Regierungschef: Präsident Kuniwo Nakamura (1994–2000)
- Papua-Neuguinea
  - Staatsoberhaupt: Königin Elisabeth II. (1975–2022)
    - Generalgouverneur: Silas Atopare (1997–2003)

  - Regierungschef: Premierminister Bill Skate (1997–1999)
- Samoa
  - Staatsoberhaupt: O le Ao o le Malo Tanumafili II. (1962–2007)
  - Regierungschef:
    - Premierminister Tofilau Eti Alesana (1982–1985, 1988–23. November 1998)
    - Premierminister Sailele Tuilaʻepa Malielegaoi (23. November 1998–2021)
- Salomonen
  - Staatsoberhaupt: Königin Elisabeth II. (1978–2022)
    - Generalgouverneur: Moses Pitakaka (1994–1999)

  - Regierungschef: Premierminister Bartholomew Ulufa'alu (1997–2000)
- Tonga
  - Staatsoberhaupt: König Taufaʻahau Tupou IV. (1970–2006)
  - Regierungschef: Premierminister Baron Vaea (1991–2000)
- Tuvalu
  - Staatsoberhaupt: Königin Elisabeth II. (1978–2022)
    - Generalgouverneur:
      - Tulaga Manuella (1994–26. Juni 1998)
      - Tomasi Puapua (26. Juni 1998–2003)

  - Regierungschef: Premierminister Bikenibeu Paeniu (1989–1993, 1996–1999)
- Vanuatu
  - Staatsoberhaupt: Präsident Jean-Marie Manatawai (1994–1999)
  - Regierungschef:
    - Premierminister Serge Vohor (1995–1996, 1996–30. März 1998, 2004, 2011)
    - Premierminister Donald Kalpokas (1991, 30. März 1998–1999)

## Europa
- Albanien
  - Staatsoberhaupt: Präsident Rexhep Meidani (1997–2002)
  - Regierungschef:
    - Ministerpräsident Fatos Nano (1991, 1997–2. Oktober 1998, 2002–2005)
    - Ministerpräsident Pandeli Majko (2. Oktober 1998–1999, 2002)
- Andorra
  - Co-Fürsten:
    - Staatspräsident von Frankreich Jacques Chirac (1995–2007)
      - Persönlicher Repräsentant: 
        - Pierre de Bousquet de Florian (1997–1999)

    - Bischof von Urgell Joan Martí Alanís (1971–2003)
      - Persönlicher Repräsentant: Nemesi Marquès i Oste (1993–2010)

  - Regierungschef: Regierungspräsident Marc Forné Molné (1994–2005)
- Belarus
  - Staatsoberhaupt: Präsident Aljaksandr Lukaschenka (seit 1994)
  - Regierungschef: Ministerpräsident Sjarhej Linh (1996–2000) (bis 19. Februar 1997 kommissarisch)
- Belgien
  - Staatsoberhaupt: König Albert II. (1993–2013)
  - Regierungschef: Ministerpräsident Jean-Luc Dehaene (1992–1999)
- Bosnien und Herzegowina
  - Hoher Repräsentant für Bosnien und Herzegowina: Carlos Westendorp (1997–1999)
  - Staatsoberhaupt:
    - Vorsitzender des Staatspräsidiums: Alija Izetbegović (1992–13. Oktober 1998, 2000) (bis 1996 Präsident)
    - Vorsitzender des Staatspräsidiums Zivko Radišić (13. Oktober 1998–1999, 2000–2001)

  - Staatspräsidium:
    - Bosniaken: Alija Izetbegović (13. Oktober 1998–2002)
    - Kroaten: Ante Jelavić (13. Oktober 1998–2001)
    - Serben: Živko Radišić (13. Oktober 1998–2002)

  - Regierungschef:
    - Co-Ministerpräsident Haris Silajdžić (1993–1996, 1997–2000) (2006–2010 Mitglied des Staatspräsidiums)
    - Co-Ministerpräsident Boro Bosić (1997–1999)
- Bulgarien
  - Staatsoberhaupt: Präsident Petar Stojanow (1997–2002)
  - Regierungschef: Ministerpräsident Iwan Kostow (1997–2001)
- Dänemark
  - Staatsoberhaupt: Königin Margrethe II. (1972–2024)
  - Regierungschef: Ministerpräsident Poul Nyrup Rasmussen (1993–2001)
  - Färöer (politisch selbstverwalteter und autonomer Bestandteil des Königreichs Dänemark)
    - Vertreter der dänischen Regierung: Reichsombudsfrau Vibeke Larsen (1995–2001)
    - Regierungschef:
      - Ministerpräsident Edmund Joensen (1994–15. Mai 1998)
      - Ministerpräsident Anfinn Kallsberg (15. Mai 1998–2004)

  - Grönland (politisch selbstverwalteter und autonomer Bestandteil des Königreichs Dänemark)
    - Vertreter der dänischen Regierung: Reichsombudsmann Gunnar Martens (1995–2002)
    - Regierungschef: Ministerpräsident Jonathan Motzfeldt (1979–1991, 1997–2002)
- Deutschland
  - Staatsoberhaupt: Bundespräsident Roman Herzog (1994–1999)
  - Regierungschef:
    - Bundeskanzler Helmut Kohl (1982–27. Oktober 1998)
    - Bundeskanzler Gerhard Schröder (27. Oktober 1998–2005)
- Estland
  - Staatsoberhaupt: Präsident Lennart Meri (1992–2001)
  - Regierungschef: Ministerpräsident Mart Siimann (1997–1999)
- Finnland
  - Staatsoberhaupt: Präsident Martti Ahtisaari (1994–2000)
  - Regierungschef: Ministerpräsident Paavo Lipponen (1995–2003)
- Frankreich
  - Staatsoberhaupt: Präsident Jacques Chirac (1995–2007) (1974–1976, 1986–1988 Premierminister)
  - Regierungschef: Premierminister Lionel Jospin (1997–2002)
- Griechenland
  - Staatsoberhaupt: Präsident Konstantinos Stefanopoulos (1995–2005)
  - Regierungschef: Ministerpräsident Konstantinos Simitis (1996–2004)
- Irland
  - Staatsoberhaupt: Präsidentin Mary McAleese (1997–2011)
  - Regierungschef: Taoiseach Bertie Ahern (1997–2008)
- Island
  - Staatsoberhaupt: Präsident Ólafur Ragnar Grímsson (1996–2016)
  - Regierungschef: Ministerpräsident Davíð Oddsson (1991–2004)
- Italien
  - Staatsoberhaupt: Präsident Oscar Luigi Scalfaro (1992–1999)
  - Regierungschef:
    - Ministerpräsident Romano Prodi (1996–21. Oktober 1998, 2006–2008)
    - Ministerpräsident Massimo D’Alema (21. Oktober 1998–2000)
- Jugoslawien
  - Staatsoberhaupt: Präsident Slobodan Milošević (1997–2000)
  - Regierungschef:
    - Ministerpräsident Radoje Kontić (1993–19. Mai 1998)
    - Ministerpräsident Momir Bulatović (19. Mai 1998–2000)
- Kanalinseln[1]
  - Guernsey
    - Staats- und Regierungschef: Herzogin Elisabeth II. (1952–2022)
      - Vizegouverneur: John Coward (1994–2000)

  - Jersey
    - Staats- und Regierungschef: Herzogin Elisabeth II. (1952–2022)
      - Vizegouverneur: Michael Wilkes (1995–2000)
- Kroatien
  - Staatsoberhaupt: Präsident Franjo Tuđman (1991–1999)
  - Regierungschef: Regierungspräsident Zlatko Mateša (1995–2000)
- Lettland
  - Staatsoberhaupt: Präsident Guntis Ulmanis (1993–1999)
  - Regierungschef:
    - Ministerpräsident Guntars Krasts (1997–26. November 1998)
    - Ministerpräsident Vilis Krištopans (26. November 1998–1999)
- Liechtenstein
  - Staatsoberhaupt: Fürst Hans-Adam II. (seit 1989)
  - Regierungschef: Mario Frick (1993–2001)
- Litauen
  - Staatsoberhaupt:
    - Präsident Algirdas Brazauskas (1992–25. Februar 1998) (2001–2006 Ministerpräsident)
    - Präsident Valdas Adamkus (26. Februar 1998–2003, 2004–2009)

  - Regierungschef: Ministerpräsident Gediminas Vagnorius (1991–1992, 1996–1999)
- Luxemburg
  - Staatsoberhaupt: Großherzog Jean (1964–2000)
  - Regierungschef: Ministerpräsident Jean-Claude Juncker (1995–2013)
- Malta
  - Staatsoberhaupt: Präsident Ugo Mifsud Bonniċi (1994–1999)
  - Regierungschef:
    - Premierminister Alfred Sant (1996–6. September 1998)
    - Premierminister Edward Fenech Adami (1987–1996, 6. September 1998–2004) (2004–2009 Präsident)
- Isle of Man[1]
  - Staatsoberhaupt: Lord of Man Elisabeth II. (1952–2022)
    - Vizegouverneur: Timothy Daunt (1995–2000)

  - Regierungschef: Premierminister Donald Gelling (1996–2001, 2004–2006)
- Mazedonien
  - Staatsoberhaupt: Präsident Kiro Gligorov (1991–1999)
  - Regierungschef:
    - Ministerpräsident Branko Crvenkovski (1992–30. November 1998, 2002–2004) (2004–2009 Präsident)
    - Ministerpräsident Ljubčo Georgievski (30. November 1998–2002)
- Moldau
  - Staatsoberhaupt: Präsident Petru Lucinschi (1997–2001)
  - Regierungschef: Ministerpräsident Ion Ciubuc (1997–1999)
  - Transnistrien (international nicht anerkannt)
    - Präsident: Igor Smirnow (1991–2011)
- Monaco
  - Staatsoberhaupt: Fürst: Rainier III. (1949–2005)
  - Regierungschef: Staatsminister Michel Lévêque (1997–2000)
- Niederlande
  - Staatsoberhaupt: Königin Beatrix (1980–2013)
  - Regierungschef: Ministerpräsident Wim Kok (1994–2002)
  - Niederländische Antillen (Land des Königreichs der Niederlande)
    - Vertreter der niederländischen Regierung: Gouverneur Jaime Saleh (1990–2002)
    - Regierungschef:
      - Ministerpräsident Miguel Pourier (1979, 1994–14. Mai 1998, 1999–2002)
      - Ministerpräsidentin Suzy Camelia-Römer (1993, 14. Mai 1998–1999)
- Norwegen
  - Staatsoberhaupt: König Harald V. (seit 1991)
  - Regierungschef: Ministerpräsident Kjell Magne Bondevik (1997–2000, 2001–2005)
- Österreich
  - Staatsoberhaupt: Bundespräsident Thomas Klestil (1992–2004)
  - Regierungschef: Bundeskanzler Viktor Klima (1997–2000)
- Polen
  - Staatsoberhaupt: Präsident Aleksander Kwaśniewski (1995–2005)
  - Regierungschef: Ministerpräsident Jerzy Buzek (1997–2001)
- Portugal
  - Staatsoberhaupt: Präsident Jorge Sampaio (1996–2006)
  - Regierungschef: Ministerpräsident António Guterres (1995–2002)
- Rumänien
  - Staatsoberhaupt: Präsident Emil Constantinescu (1996–2000)
  - Regierungschef:
    - Ministerpräsident Victor Ciorbea (1996–30. März 1998)
    - Innenminister Gavril Dejeu (30. März 1998–17. April 1998) (kommissarisch)
    - Ministerpräsident Radu Vasile (17. April 1998–1999)
- Russland
  - Staatsoberhaupt: Präsident Boris Jelzin (1991–1999)
  - Regierungschef:
    - Ministerpräsident Wiktor Tschernomyrdin (1992–23. März 1998, 23. August 1998–11. September 1998)
    - Ministerpräsident Sergei Kirijenko (23. März 1998–23. August 1998)
    - Ministerpräsident Wiktor Tschernomyrdin (1992–23. März 1998, 23. August 1998–11. September 1998)
    - Ministerpräsident Jewgeni Primakow (11. September 1998–1999)
- San Marino
  - Staatsoberhaupt: Capitani Reggenti
    - Luigi Mazza und (1. Oktober 1997–1. April 1998) Marino Zanotti (1992–1993, 1. Oktober 1997–1. April 1998)
    - Alberto Cecchetti (1975, 1994, 1. April 1998–1. Oktober 1998, 2001–2002) und Loris Francini (1. April 1998–1. Oktober 1998, 2006)
    - Pietro Berti (1. Oktober 1998–1. April 1999) und Paolo Bollini (1. Oktober 1998–1. April 1999, 2004)

  - Regierungschef: Außenminister Gabriele Gatti (1986–2002) (2011–2012 Capitano Reggente)
- Schweden
  - Staatsoberhaupt: König Carl XVI. Gustaf (seit 1973)
  - Regierungschef: Ministerpräsident Göran Persson (1996–2006)
- Schweiz[2]
  - Bundespräsident Flavio Cotti (1991, 1. Januar 1998–31. Dezember 1998)
  - Bundesrat:
    - Jean-Pascal Delamuraz (1984–30. März 1998)
    - Flavio Cotti (1987–1999)
    - Arnold Koller (1987–1999)
    - Adolf Ogi (1988–2000)
    - Kaspar Villiger (1989–2003)
    - Ruth Dreifuss (1993–2002)
    - Moritz Leuenberger (1995–2010)
    - Pascal Couchepin (31. März 1998–2009)
- Slowakei
  - Staatsoberhaupt:
    - Präsident Michal Kováč (1993–2. März 1998)
    - Ministerpräsident Vladimír Mečiar (2. März 1998–30. Oktober 1998) (kommissarisch)
    - Ministerpräsident Mikuláš Dzurinda (30. Oktober 1998–1999) (kommissarisch)

  - Regierungschef:
    - Ministerpräsident Vladimír Mečiar (1993–1994, 1994–30. Oktober 1998)
    - Ministerpräsident Mikuláš Dzurinda (30. Oktober 1998–2006)
- Slowenien
  - Staatsoberhaupt: Präsident Milan Kučan (1991–2002)
  - Regierungschef: Ministerpräsident Janez Drnovšek (1992–2000, 2000–2002) (2002–2007 Präsident)
- Spanien
  - Staatsoberhaupt: König Juan Carlos I. (1975–2014)
  - Regierungschef: Ministerpräsident José María Aznar (1996–2004)
- Tschechien
  - Staatsoberhaupt: Präsident Václav Havel (1993–2003)
  - Regierungschef:
    - Ministerpräsident Josef Tošovský (1997–17. Juli 1998)
    - Ministerpräsident Miloš Zeman (17. Juli 1998–2002) (2013–2023 Präsident)
- Ukraine
  - Staatsoberhaupt: Präsident Leonid Kutschma (1994–2005) (1992–1993 Ministerpräsident)
  - Regierungschef: Ministerpräsident Walerij Pustowoitenko (1997–1999)
- Ungarn
  - Staatsoberhaupt: Präsident Árpád Göncz (1990–2000)
  - Regierungschef:
    - Ministerpräsident Gyula Horn (1994–6. Juli 1998)
    - Ministerpräsident Viktor Orbán (6. Juli 1998–2002, seit 2010)
- Vatikanstadt
  - Staatsoberhaupt: Papst Johannes Paul II. (1978–2005)
  - Regierungschef:
    - Kardinalstaatssekretär Angelo Sodano (1990–2006)
    - Präsident des Governatorats Edmund Casimir Szoka (1997–2006)
- Vereinigtes Königreich
  - Staatsoberhaupt: Königin Elisabeth II. (1952–2022) (gekrönt 1953)
  - Regierungschef: Premierminister Tony Blair (1997–2007)
- Republik Zypern
  - Staats- und Regierungschef: Präsident Glafkos Klerides (1993–2003)
  - Nordzypern (international nicht anerkannt)
    - Staatsoberhaupt: Präsident Rauf Denktaş (1983–2005)
    - Regierungschef: Ministerpräsident Derviş Eroğlu (1985–1994, 1996–2004, 2009–2010) (2010–2015 Präsident)